# Điệu nhảy Latinh

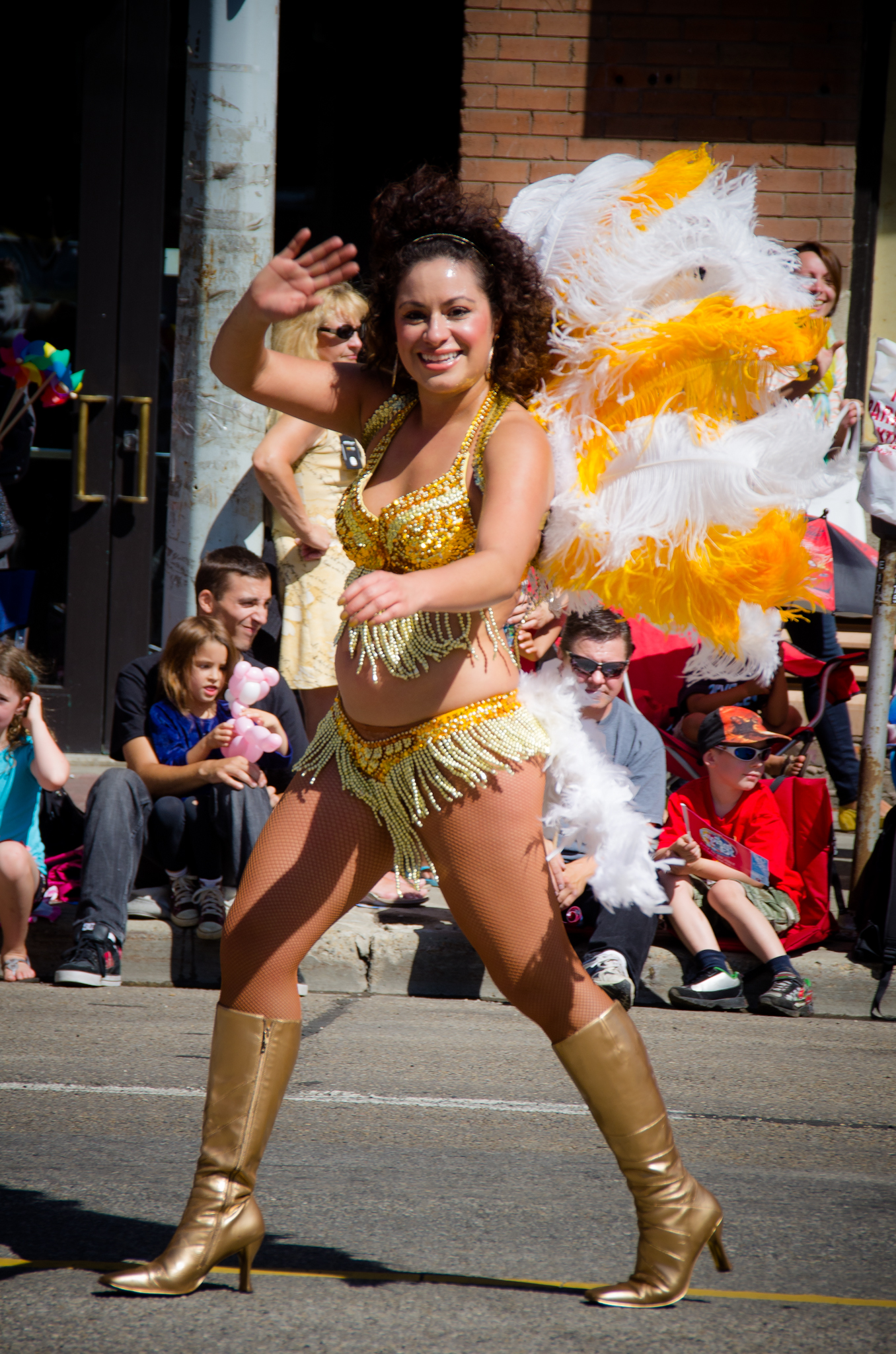
Một vũ công Latinh

Điệu nhảy Latinh (Latin dance) hay Vũ điệu Latinh là một thể loại nhận diện chung và là một thuật ngữ trong các cuộc thi khiêu vũ cặp đôi đề cập đến các loại hình khiêu vũ và múa dân gian chủ yếu là có nguồn gốc từ Châu Mỹ Latinh. Thể loại khiêu vũ Latinh trong các cuộc thi khiêu vũ thể thao quốc tế bao gồm các điệu Cha-cha-cha, Lambada, Rumba, Samba, Paso doble. Khiêu vũ Latin là sự kết hợp hoàn hảo của nhiều phong cách khiêu vũ khác nhau từ các nền văn hóa trên khắp thế giới, tạo ra một phong cách khiêu vũ bao gồm thời đại mới của văn hóa Mỹ Latinh. Những ảnh hưởng bắt nguồn từ phong cách điệu nhảy Tây Phi, người Mỹ gốc Phi và châu Âu đều góp phần tạo nên nhiều điệu nhảy Latinh này như Salsa, Mambo, Merengue, Rumba, Cha-cha-cha, Bachata và Samba. Những nền văn hóa này không chỉ định hình phong cách khiêu vũ này mà còn trong âm nhạc ở châu Mỹ Latinh.
Âm nhạc trở thành động lực cho điệu nhảy Latinh vì nó hướng dẫn các bước nhảy bằng nhịp điệu, tốc độ và cảm giác mà nó gợi lên, từ tràn đầy năng lượng đến sự gợi cảm. Nhiều nhịp nhảy trong số này đến từ âm nhạc dân gian Châu Âu, nhịp nhảy Tây Phi và nhạc Jazz của người Mỹ gốc Phi. Nhiều khu vực Mỹ Latinh khác nhau đã phát triển các phong cách nhảy độc lập và từ mỗi thể loại hoặc sự kết hợp của các phong cách, một thể loại khác nhau đã ra đời. Theo lịch sử nhịp điệu, điệu nhảy Latinh phát triển theo thời gian và các bước riêng lẻ dần thay đổi tiết mục của từng điệu nhảy. Nó có nhiều hình thức khác nhau và nhiều phong cách hiện đại hóa, điều này tạo ra một vấn đề vì nó đang rời xa nguồn gốc bản địa, châu Âu và châu Phi. Một kiểu nhảy Aerobic phổ biến được gọi là Zumba được cho là chịu ảnh hưởng của nhịp điệu và bước nhảy Latinh. Tuy nhiên, có những bất đồng giữa các vũ công Latinh về việc liệu điệu nhảy Zumba có phải là điệu nhảy Latinh thực sự hay không.

## Đại cương

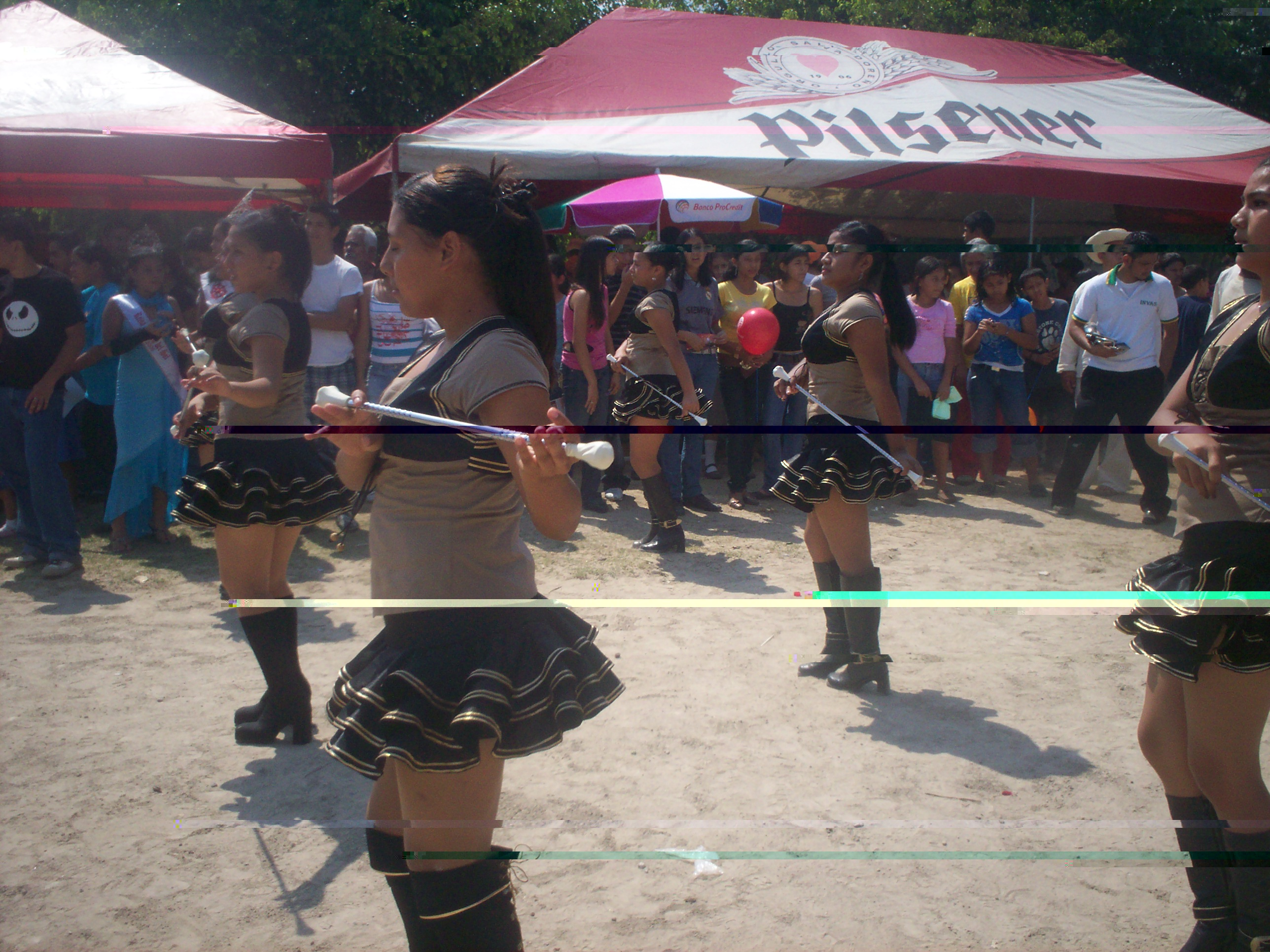
Điệu nhảy Latinh Cachiporristas

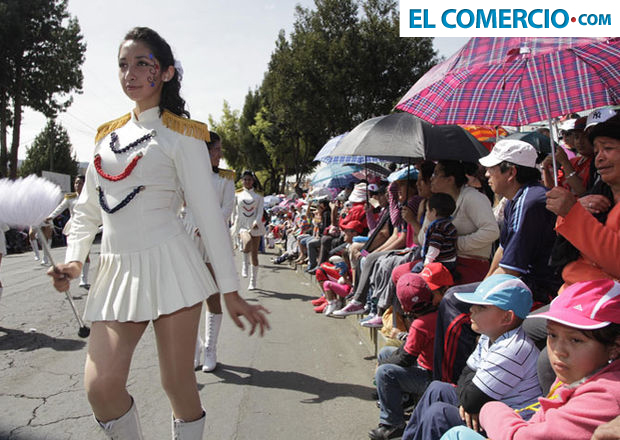
Điệu nhảy Latinh ở Ecuardo

Các điệu nhảy đường phố Latin bao gồm Salsa, Mambo, Merengue, Rumba, Bachata, Bomba và Plena. Có nhiều điệu múa phổ biến vào đầu thế kỷ XX, nhưng hiện nay chỉ còn được quan tâm như Danzón của Cuba là một ví dụ điển hình. Perreo là một điệu nhảy của Puerto Rico gắn liền với âm nhạc Reggaeton chịu ảnh hưởng của Jamaica và Caribe. Các điệu múa dân gian của Argentina là Chacarera, Escondido và Zamba, cũng như Tango từng là một điệu nhảy phổ biến cho đến giữa thế kỷ XX. Cueca là điệu múa dân gian của Chile. Các điệu múa dân gian của Uruguay là Pericon, Polka, Ranchera, vũ điệu Candombe cũng là một điệu nhảy đường phố và diễu hành phổ biến ở các thành phố. Các điệu múa dân gian điển hình của Bolivia là Morenada, Kullawada, Caporales và Tinku mới được sáng tạo ra thời gian gần đây. Ở Colombia, một trong những điệu nhảy điển hình là Cumbia.
Điệu nhảy Latinh bắt nguồn từ ảnh hưởng của người châu Mỹ bản địa, Iberia và Tây Phi. Nguồn gốc bản địa sớm nhất của điệu nhảy Latinh đến từ người Aztec, người Guarani, người Aymara, người Inca và người Tehuelches cùng những tộc người bản địa khác. Khi các nhà thám hiểm đi biển ở thế kỷ XVI trở về Bồ Đào Nha và Tây Ban Nha họ đã mang theo những câu chuyện về người dân bản địa. Theo Rachel Hanson, không ai biết những truyền thống khiêu vũ này đã được hình thành bao lâu, nhưng chúng đã được phát triển và nghi thức hóa khi người châu Âu quan sát thấy và điều này cho thấy những ảnh hưởng của người bản địa này đã trở thành nền tảng cho điệu nhảy Latinh. Những người định cư Công giáo đã hợp nhất văn hóa bản địa với nền văn hóa của riêng họ và kết hợp các vị thánh và câu chuyện Công giáo vào điệu nhảy. Người châu Âu bị quyến rũ bởi điệu nhảy có độ bốc cao, và các vũ công phối hợp cùng nhau một cách nhịp nhàng.
Sau khi người châu Âu mang ảnh hưởng của người Aztec/người Inca vào thế kỷ XVI, họ đã kết hợp phong cách riêng của mình vào điệu nhảy. Vì các điệu múa của người Aztec/Inca được biểu diễn theo nhóm nên nhiều điệu múa của châu Âu được cả nam và nữ biểu diễn. Đây là một tục lệ mới vì các điệu nhảy châu Âu cấm các bạn nhảy nam và nữ đụng chạm vào nhau. Lợi ích của phong cách khiêu vũ như vậy cho phép đánh giá cao âm nhạc và hòa nhập xã hội, trở thành hình thức khiêu vũ Latinh. Chuyển động và nhịp điệu mang ảnh hưởng của châu Phi đã để lại dấu ấn lâu dài trong điệu nhảy Latin. Khi những nô lệ châu Phi bị buộc phải đến châu Âu vào những năm 1500, văn hóa của người châu Phi da đen mang đến những phong cách như những chuyển động cơ bản, đơn giản (nhấn mạnh vào phần trên cơ thể, phần thân hoặc bàn chân) và những chuyển động phức tạp như sự phối hợp của các bộ phận cơ thể khác nhau và những động tác phức tạp.